# Evansburg (Alberta)
Evansburg est un hameau (hamlet) du comté de Yellowhead, situé dans la province canadienne d'Alberta.

## Démographie
En tant que localité désignée dans le recensement de 2011, Evansburg a une population de 880 habitants dans 353 de ses 381 logements, soit une variation de 0.1% par rapport à la population de 2006. Avec une superficie de 2,533 2 km2, le hameau possède une densité de population de 347,386 7 hab/km2 en 2011.
Concernant le recensement de 2006, Evansburg abritait 879 habitants dans 351 de ses 367 logements. Avec une superficie de 2,533 2 km2, le hameau possédait une densité de population de 347,0 hab/km2 en 2006.